# Einwohnerentwicklung der Woiwodschaft Schlesien

Wappen der Woiwodschaft

Dieser Artikel gibt die Einwohnerentwicklung der Woiwodschaft Schlesien sowie der Woiwodschaft Katowice tabellarisch und grafisch wieder.
Am 31. Dezember 2012 betrug die Amtliche Einwohnerzahl der Woiwodschaft Schlesien 4.615.870. Die höchste Einwohnerzahl hatte die Woiwodschaft nach Angaben der GUS im Jahr 1999, dem Jahr der Neugründung, mit etwa 4.882.400 Einwohnern zum Jahresanfang. Die Einwohnerzahl der Woiwodschaft ist seit Jahrzehnten rückläufig, bei der Volkszählung 2021 betrug sie 4.402.950.

## Einwohnerentwicklung
| Jahr | Einwohner | Anmerkungen                                    |
| ---- | --------- | ---------------------------------------------- |
| 1998 | 4 882 400 | Stand am Tag vor der Gründung der Woiwodschaft |
| 1999 | 4 865 500 |                                                |
| 2000 | 4 847 600 | (4 765 657 nach Volkszählung von 2002)         |
| 2001 | 4 830 500 |                                                |
| 2002 | 4 731 533 | nach Volkszählung von 2002                     |
| 2003 | 4 714 982 |                                                |
| 2004 | 4 700 771 |                                                |
| 2005 | 4 685 775 |                                                |
| 2006 | 4 669 137 |                                                |
| 2007 | 4 654 115 |                                                |
| 2008 | 4 645 665 |                                                |
| 2009 | 4 640 725 |                                                |
| 2010 | 4 635 882 |                                                |
| 2012 | 4 615 870 | Stand am 31. Dezember                          |
| 2015 | 4 570 849 | [ 2 ]                                          |
| 2020 | 4 492 330 | [ 3 ]                                          |
| 2021 | 4 402 950 | Volkszählungsergebnis 2021                     |

## Städte

### Größte Städte
| Ort                  |                |  |         | Einwohner |
| Kattowitz            | Kattowitz      |  | 308.269 | 308.269   |
| Tschenstochau        | Tschenstochau  |  | 235.156 | 235.156   |
| Sosnowitz            | Sosnowitz      |  | 214.488 | 214.488   |
| Gleiwitz             | Gleiwitz       |  | 186.347 | 186.347   |
| Hindenburg OS        | Hindenburg OS  |  | 179.861 | 179.861   |
| Beuthen OS           | Beuthen OS     |  | 175.377 | 175.377   |
| Bielitz-Biala        | Bielitz-Biala  |  | 174.291 | 174.291   |
| Ruda OS              | Ruda OS        |  | 142.672 | 142.672   |
| Rybnik               | Rybnik         |  | 140.863 | 140.863   |
| Tichau               | Tichau         |  | 129.087 | 129.087   |
| Dombrowa             | Dombrowa       |  | 125.063 | 125.063   |
| Königshütte OS       | Königshütte OS |  | 111.314 | 111.314   |
| Stand: 30. Juni 2012 |                |  |         |           |

### Einwohnerentwicklung
| - Bytom (Beuthen OS) - Chorzów (Königshütte OS) - Gliwice (Gleiwitz) - Katowice (Kattowitz) - Mysłowice (Myslowitz) - Piekary Śląskie (Deutsch Piekar) - Racibórz (Ratibor) | - Ruda Śląska (Ruda OS) - Rybnik - Siemianowice Śląskie (Laurahütte) - Świętochłowice (Schwientochlowitz) - Tychy (Tichau) - Zabrze (Hindenburg OS) |

## Einwohner nach Landkreisen
Einwohnerzahlen nach der Volkszählung von 2021
| Landkreis / Kreisfreie Stadt                 | 2021    |
| -------------------------------------------- | ------- |
| Bielsko-Biała (Bielitz-Biala)                | 169 089 |
| Bytom (Beuthen OS)                           | 153 274 |
| Chorzów (Königshütte OS)                     | 104 193 |
| Częstochowa (Tschenstochau)                  | 213 107 |
| Dąbrowa Górnicza (Dombrowa)                  | 116 930 |
| Gliwice (Gleiwitz)                           | 174 016 |
| Jastrzębie-Zdrój (Bad Königsdorff-Jastrzemb) | 85 050  |
| Jaworzno                                     | 88 998  |
| Katowice (Kattowitz)                         | 285 711 |
| Mysłowice (Myslowitz)                        | 72 553  |
| Piekary Śląskie (Deutsch Piekar)             | 53 017  |
| Ruda Śląska (Ruda OS)                        | 133 793 |
| Rybnik                                       | 133 772 |
| Siemianowice Śląskie (Siemianowitz)          | 64 676  |
| Sosnowiec (Sosnowitz)                        | 193 660 |
| Świętochłowice (Schwientochlowitz)           | 46 494  |
| Tychy (Tichau)                               | 124 882 |
| Zabrze (Hindenburg OS)                       | 158 307 |
| Żory (Sohrau)                                | 61 823  |
| Powiat Będziński (Bendzin)                   | 147 259 |
| Powiat Bielski (Bielitz)                     | 165 593 |
| Powiat Bieruńsko-Lędziński (Berun-Lendzin)   | 59 438  |
| Powiat Cieszyński (Teschen)                  | 176 743 |
| Powiat Częstochowski (Tschenstochau)         | 133 175 |
| Powiat Gliwicki (Gleiwitz)                   | 113 703 |
| Powiat Kłobucki (Klobutzko)                  | 83 211  |
| Powiat Lubliniecki (Lublinitz)               | 75 715  |
| Powiat Mikołowski (Nikolai)                  | 99 429  |
| Powiat Myszkowski (Mischkau)                 | 69 124  |
| Powiat Pszczyński (Pless)                    | 111 003 |
| Powiat Raciborski (Ratibor)                  | 101 615 |
| Powiat Rybnicki (Rybnik)                     | 76 913  |
| Powiat Tarnogórski (Tarnowitz)               | 139 061 |
| Powiat Wodzisławski (Loslau)                 | 152 619 |
| Powiat Zawierciański                         | 114 665 |
| Powiat Żywiecki (Saybusch)                   | 150 339 |

## Nationalitäten

### 2002
Die Volkszählung aus dem Jahr 2002 ergab folgendes Ergebnis für die Woiwodschaft Schlesien bei einer Einwohnerzahl von 4.742.874:
| Nationalität                 | abgegebene Stimmen | in Prozent |
| ---------------------------- | ------------------ | ---------- |
| polnisch                     | 4.362.979          | 92 %       |
| schlesisch ¹                 | 148.544            | 3,1 %      |
| deutsch                      | 31.882             | 0,7 %      |
| Roma                         | 1.209              |            |
| ukrainisch                   | 660                |            |
| russisch                     | 544                |            |
| tschechisch                  | 150                |            |
| ohne Angabe                  | 193.552            | 4,1 %      |
| nicht polnisch (ohne Angabe) | 1.144              |            |

Die Tabelle enthält alle Einwohner im Jahr 2002, auch Personen ohne polnische Staatsangehörigkeit. 2002 war nur die Nennung einer Nationalität möglich.
¹ schlesisch ist als Nationalität nicht anerkannt, trotzdem ist dieser Begriff bei der Volkszählung 2002 angewendet worden

### 2011
Die Volkszählung aus dem Jahr 2011 ergab folgendes Ergebnis für die Woiwodschaft Schlesien bei einer Einwohnerzahl von 4.630.366:
| Nationalität | abgegebene Stimmen | in Prozent |
| ------------ | ------------------ | ---------- |
| polnisch     | 4.197.383          | 90,6 %     |
| schlesisch ¹ | 722.143            | 15,6 %     |
| deutsch      | 35.187             | 0,76 %     |
| Roma         | 1.739              |            |
| ukrainisch   | 1.654              |            |
| russisch     | 1.163              |            |
| ohne Angabe  | 72.944             | 1,6 %      |

2011 war die Nennung von zwei Nationalitäten möglich. Deshalb ist die Addition der Nationalitäten zu einer Summe nicht möglich.